# Turistická značená trasa 1809
 Turistická značená trasa 1809 je 3 km dlouhá modře značená krkonošská trasa Klubu českých turistů v okrese Trutnov spojující horní stanici lanové dráhy Špindlerův Mlýn - Pláň s rozcestím u Krásné Pláně. Její převažující směr je jižní. Trasa se nachází na území Krkonošského národního parku.

## Průběh trasy
Počátek turistické trasy se nachází v nevelké vzdálenosti od horní stanice lanové dráhy Špindlerův Mlýn - Pláň na rozcestí se zeleně značenou trasou 4206 ze Špindlerova Mlýna do Pece pod Sněžkou. Trasa nejprve vede severovýchodním směrem k samotné horní stanici lanovky a poté jihovýchodním směrem lesní asfaltovou komunikací přes vrchol Přední Planiny k Boudě Na Pláni. Zde se opět potkává s trasou 4206 s níž vede v krátkém souběhu a poté jižním až jihovýchodním směrem po zpevněných lesních cestách na rozcestí u Krásné Pláně v sedle mezi Přední Planinou a Struhadlem. Zde se potkává se dvěma trasami přicházejícími od Špindlerova Mlýna a to zeleně značenou trasou 4207 na Hrnčířské Boudy a žlutě značenou trasou 7201 do Vrchlabí.

## Turistické zajímavosti na trase
- Lanová dráha Špindlerův Mlýn - Pláň
- Skiareál Svatý Petr
- Bouda Na Pláni